# Incisure costale du sternum
Les incisures costales du sternum (ou échancrures costales du sternum) sont les quatorze échancrures latérales situées sur les bords latéraux du sternum.

## Description
Les incisures costales du sternum sont situées de façon symétrique sur chaque côté du sternum. Elles sont concaves et reçoivent les sept premiers cartilages costaux formant les articulations sterno-costales.
Les incisures des premiers cartilages costaux sont situés en haut des bords latéraux du manubrium sternal en dessous des incisures claviculaires. 
Les incisures des deuxièmes cartilages costaux sont constituées par l'union des deux demi incisures situées en bas des bords latéraux du manubrium sternal et des deux demi incisures situées en haut des bords latéraux du corps du sternum, au niveau de l'angle sternal.
Les incisures des septièmes cartilages costaux sont constituées par l'union des deux demi incisures situées en bas des bords latéraux du corps du sternum et des deux demi incisures situées en haut des bords latéraux du processus xiphoïde.